# Carving (narciarstwo)
Carving – technika jazdy na taliowanych (wciętych w „talii”) nartach polegająca na jeździe na krawędziach nart, dzięki czemu skręt (po fragmencie okręgu) nie powoduje utraty szybkości.

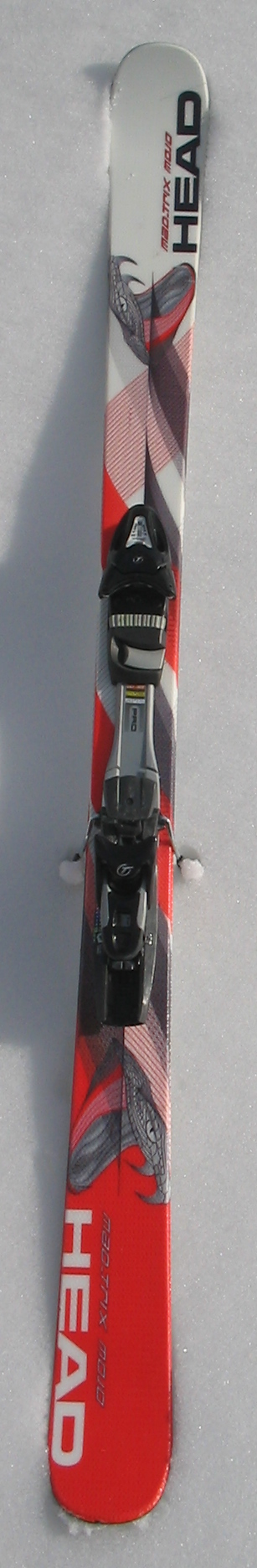
Nowoczesna taliowana narta – w środkowej części węższa niż w dziobie i piętce

## Historia
Narty o nieprostym kształcie (węższe pod wiązaniem), zwane nartami taliowanymi, pozwalają na łatwiejsze wykonywanie skrętów, przy mniejszych szybkościach i mniejszym promieniu skrętu. Zostały opracowane w 1988 roku przez Jurija Franko w słoweńskiej fabryce nart Elan, który wraz z Pavlem Skoficem wyliczył model dynamicznego zachowania takiej narty. Wspólnie uruchomili projekt o nazwie SideCut Extreme – SCX, rozpoczynając budowę prototypów.
Ciekawym elementem historii carvingu jest nieznany powszechnie „wątek polski”. Już na początku lat 80. (prawdopodobnie w roku 1981) firma Polsport wyprodukowała innowacyjne narty o nazwie COMPACT E-222. W odróżnieniu od obowiązujących wtedy reguł, narty te były krótkie (160–175 cm), szerokie z przodu i zwężały się do wiązań (tyły nie były wyraźnie poszerzone). Poza tym miały już zaokrąglone przody. Jazda na tych nartach była zatem początkiem carvingu i budziła kontrowersje wśród klasycznych narciarzy, potocznie mówiono, że narty te to „łyżwy, dobre dla początkujących”. Prezentacja nart COMPACT jako najnowszego rozwiązania, w kwietniu 1981 roku kończyła jeden z odcinków popularnego ówcześnie programu SONDA, prezentującego osiągnięcia techniki.
Narty taliowane były nieznane aż do wczesnych lat 90. XX wieku, kiedy zauważono ciekawe własności zwężenia desek snowboardowych w ich środkowej części. Od tej pory narty taliowane stały się coraz popularniejsze, a dziś proste deski już są rzadkością na trasach narciarskich.
Pomysł nart taliowanych zrodził się przy rozważaniu dynamiki ześlizgu w czasie skrętu narciarskiego. Zauważono, że w czasie skrętu narta jadąca na krawędzi wygnie się na tyle, żeby środek narty zetknął się z powierzchnią śniegu. Narta nie będzie się ześlizgiwać, jeśli w czasie skrętu wszystkie punkty krawędzi narty będą przejeżdżać przez jeden punkt. Jeśli promień skrętu i kąt nachylenia narty są rozważane jednocześnie, wyliczenie kształtu krawędzi jest stosunkowo proste. W rezultacie otrzymuje się narty o krawędziach będących odcinkami okręgu.

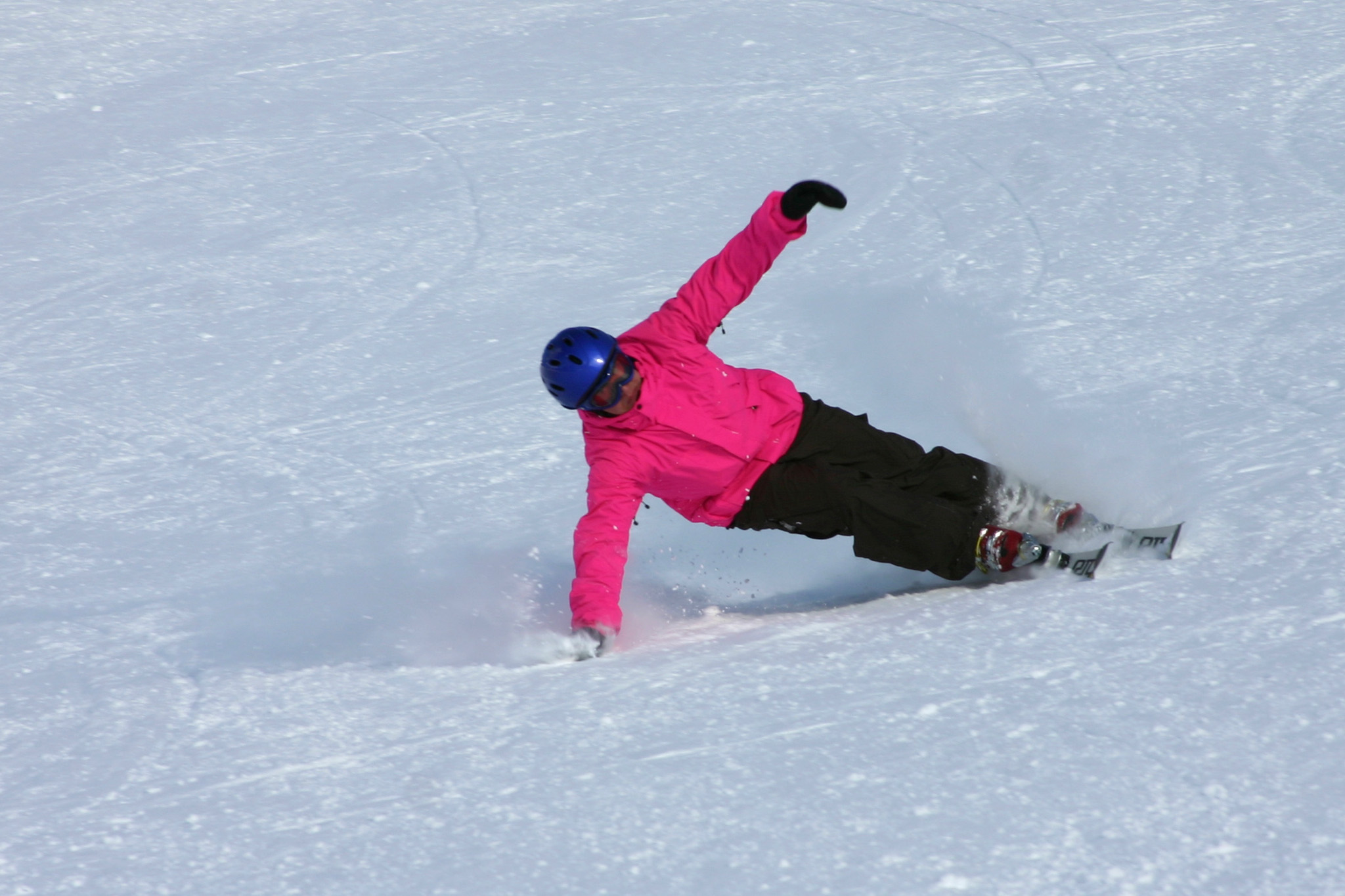
Skręt carvingowy

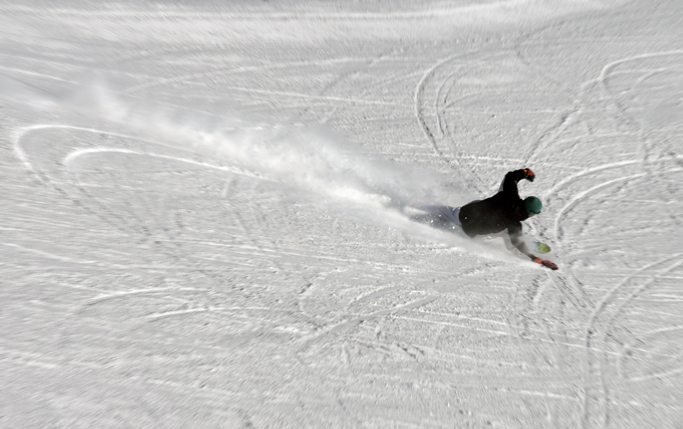
Jazda carvingowa – warto zwrócić uwagę na łukowy ślad po narciarzu – typowy skręt carvingowy

## Dynamika
Wykonując skręt narciarz znajduje się w stanie równowagi dynamicznej, równoważąc siłę odśrodkową przez przesunięcie swojego środka ciężkości do wewnątrz skrętu, podobnie jak robi to rowerzysta, przechylając się w czasie skrętu do wewnątrz skrętu. Prędkości narciarza i rowerzysty są podobne.
Początkujący narciarze mają obawy przed silnym wychyleniem się, obawiając się upadku. Przełamanie tej obawy jest jednym z ważnych elementów nauki jazdy carvingowej.
W celach rekreacyjnych jazda carvingowa coraz częściej odbywa się bez kijków. Wykonując szerokie łuki narciarz stara się maksymalnie wychylić, obniżając biodra w bok i dotykając ręką śniegu.

## Tor jazdy
Jazda carvingowa polega głównie na wykonywaniu półkolistych skrętów w czasie jazdy w dół trasy. Kształt skrętów przypomina kolejne litery „C”, tworząc sekwencje w kształcie liter „S”, w odróżnieniu od wcześniejszych technik, przypominających literę „Z”. Przez wykonywanie kolejnych szerokich łuków narciarz zajmuje znacznie szerszą część stoku, znaczną część czasu jadąc w kierunku prostopadłym do kierunku trasy. Powoduje to znacznie większe ryzyko zderzeń z narciarzami jadącymi „na wprost” z dużą szybkością, przez co uważa się, że jazda carvingowa jest bardziej kontuzjogenna niż jazda stylami klasycznymi.

## Szybkość
Rekreacyjna jazda na taliowanych nartach odbywa się z szybkościami między 5 m/s a 15 m/s i z promieniami skrętów rzędu 15 m. W odróżnieniu od techniki równoległej, narciarz:
- wykonując skręt cięty na nartach taliowanych, nie traci szybkości, o ile nie doprowadzi do jazdy w poprzek stoku
- aby zmniejszyć swoją szybkość musi zrobić dłuższy skręt, który, prowadząc po literze „C”, doprowadzi go w końcu do jazdy w poprzek stoku, a nawet pod górę trasy, co ostatecznie spowoduje zatrzymanie narciarza (o ile trasa będzie dostatecznie szeroka).

## Promienie nart
Podstawowym parametrem narty taliowanej (poza jej długością) jest jej promień skrętu. Jest to promień okręgu, którego krzywizna jest taka sama jak krzywizna krawędzi narty. Jest to w przybliżeniu największy promień skrętu, który może być „wycięty” w czasie jazdy.
Przy poprawnej jeździe minimalny promień ciętego skrętu po okręgu jest proporcjonalny do cosinusa kąta nachylenia narciarza pomnożonego przez promień narty.
Większość współczesnych rekreacyjnych nart zjazdowych jest taliowana. Mają one różne promienie skrętów, zależne od preferencji narciarzy:
- tzw. narty slalomowe są krótsze i posiadają mniejszy promień skrętu (od 10 do 14 m)
- tzw. narty gigantowe są dłuższe i mają promień skrętu od 17 do 20 m.

Narciarze zjazdowi, osiągając duże szybkości, używają długich nart o bardzo dużym promieniu skrętu (30–40 m), natomiast narty do ewolucji mogą mieć promień skrętu nawet tylko 7 m. Większość obecnie produkowanych nart ma promienie od 7 do 15 m.

## Sport
Carving został wyodrębniony jako nowa dyscyplina około 2002 roku. Pod auspicjami FIS rozgrywany jest FIS Carving World Cup na dwóch poziomach: FIS Carving Cup World Challenge i FIS Carving Cup European Challenge.
W ramach zawodów carvingowych rozgrywane są dwie konkurencje:
- Slalom Carving (CAR SL)
- Speed Carving (CAR SP), carving na czas.

Zasady zawodów carvingowych regulowane są również przez Regulamin FIS. Wyścigi odbywają się bez kijków.

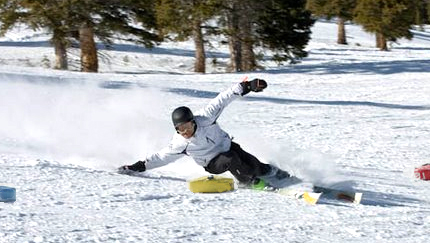
Zawodnik w slalom carvingu objeżdża żółtą, środkową boję bramki

### Slalom Carving
„Bramkami” są niskie boje (ze względu na jazdę w bardzo dużym wychyleniu). Trasa musi mieć co najmniej 200 m długości i 20 m szerokości. Geometria ułożenia boi jest podobna do geometrii slalomu: są bramki poziome i pionowe, wertikale, kombinacja boi, zwana Robustelli, bywają bramki z 1, 2 lub 3 bojami (zewnętrzna, środkowa i wewnętrzna, każda innego koloru). i w przeciwieństwie do pozostałych dyscyplin narciarstwa alpejskiego wyścig polega na objechaniu możliwie najbardziej ambitnej boi, w tym najcenniejszej – zewnętrznej. Na trasie muszą być co najmniej 2 wertikale. Odległość między normalnymi bramkami (poziomymi lub pionowymi) musi mieścić się w granicach 1,95–2,45 m. Odległość między skrętami – 15–20 m. Za przejechanie każdej boi zawodnik dostaje pewną liczbę punktów w zależności od tego, którą boję objechał (najcenniejsze boje są często najdalej od osi przejazdu). Wynik zawodnika to czas przejazdu dzielony przez liczbę uzyskanych punktów. Zawodnik, który uzyska najniższy wynik wygrywa.

### Speed Carving
Trasa musi liczyć co najmniej 300 m długości i 30 m szerokości. Na trasie rozstawione są bramki z boi, ale już tylko po 1 boi na bramkę, wyznaczając trasę przejazdu. Odległość między skrętami musi być w granicach 18–25 m. Liczy się tylko czas poprawnego przejazdu trasy.